# مرسى

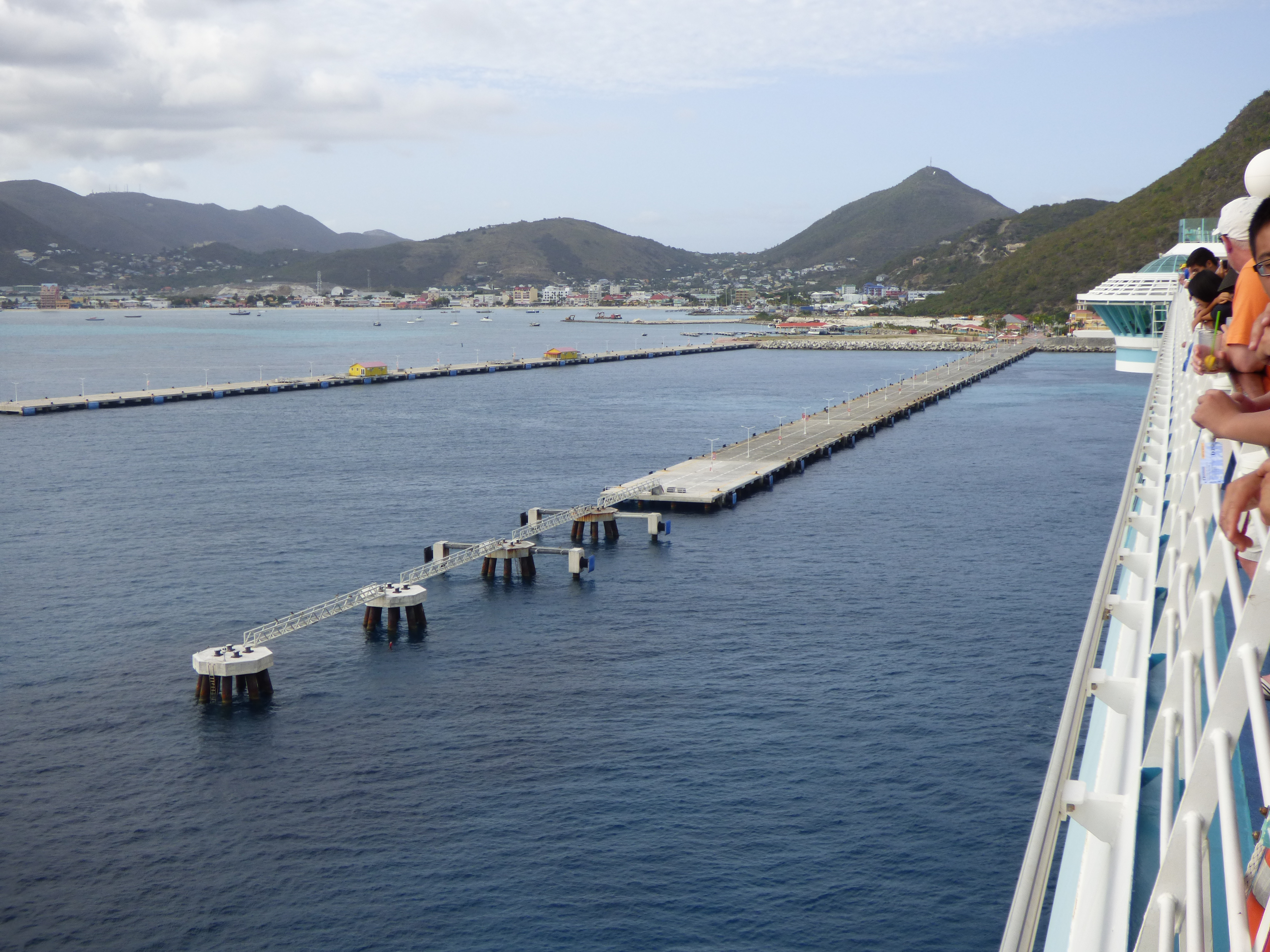
مرسى لسفن الرحلات البحرية في سانت مارتن في منطقة البحر الكاريبي.

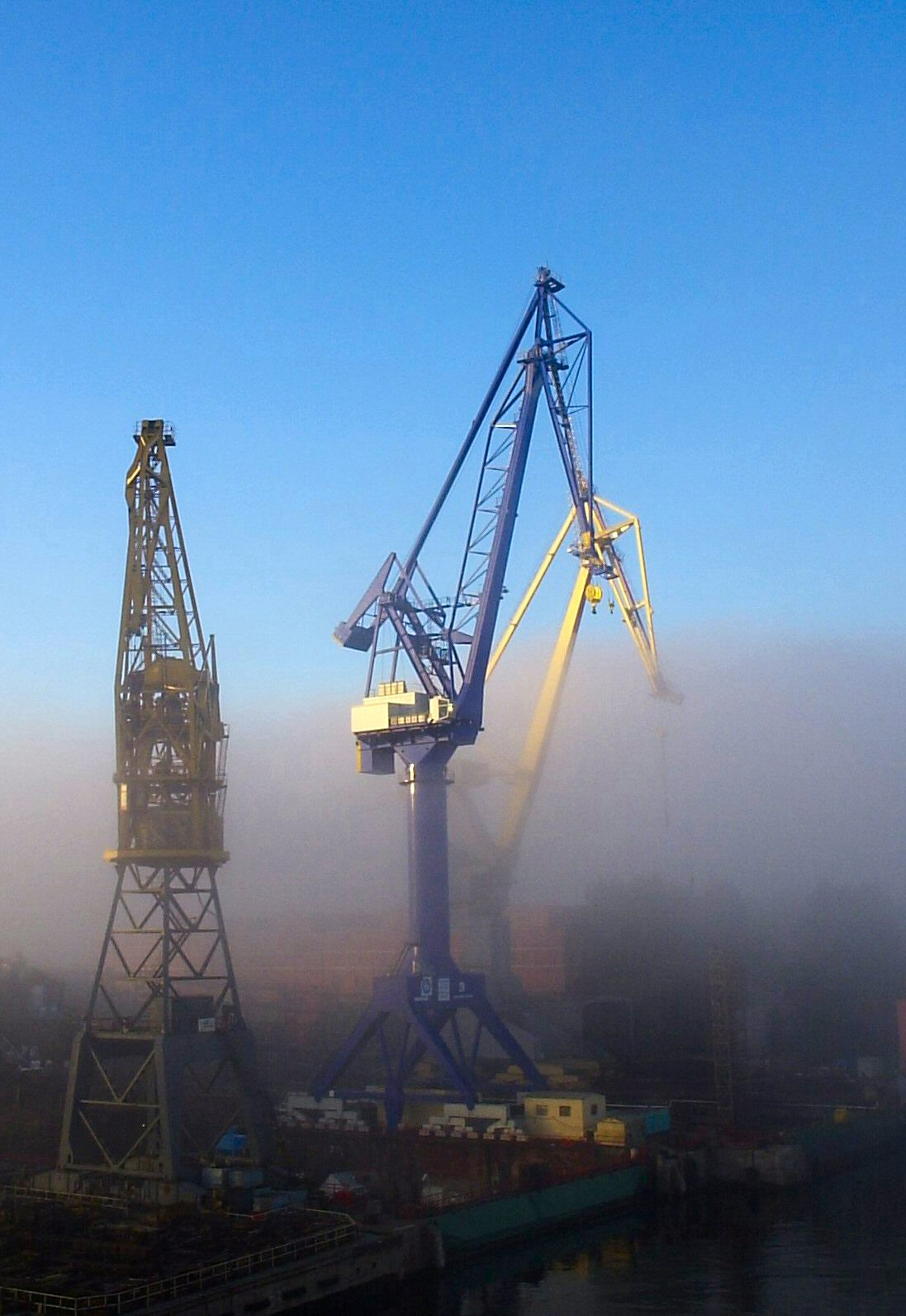
مراسٍ في سان بطرسبرج، روسيا.

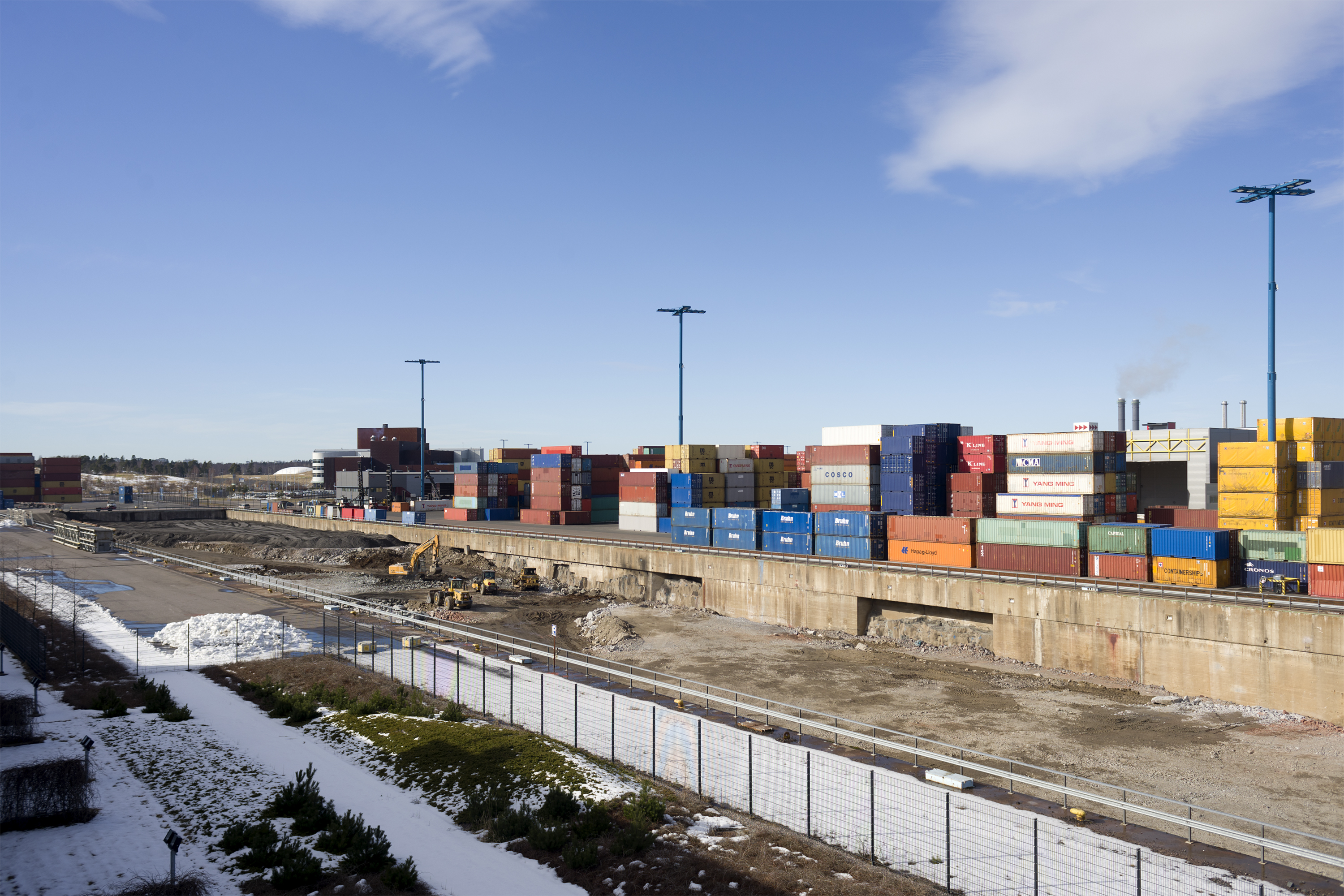
حوض جاف مردوم جزئيا لحوض السفن السابق Valmet Vuosaari في فوساري، هلسنكي، فنلندا.

تشير تسميتا المرسى وحوض السفينة (بالإنجليزية الأمريكية: Dock، من الهولندية dok) إلى واحد أو مجموعة من هياكل من صنع الإنسان التي تشارك في التعامل مع القوارب أو السفن (عادة على الشاطئ أو بالقرب منه). في اللغة الإنجليزية البريطانية، يستخدم المصطلح بنفس الطريقة المستخدمة في اللغة الإنجليزية الأمريكية، ولكنه يستخدم أيضًا للإشارة إلى حوض المياه المجاور أو حول الهياكل المذكورة. يختلف المعنى الدقيق بين المتغيرات المختلفة للغة الإنجليزية.
قد يشير مصطلح "المرسى" أيضًا إلى المسفن، حيث تُحمَّل السفن أو تُفرَّغ أو تُبنى أو تُصلح.

## التاريخ
أقدم المراسي المعروفة كانت تلك المكتشفة في وادي الجرف، وهو مرفأ مصري قديم، للفرعون خوفو، ويعود تاريخها إلى حوالي 2500 قبل الميلاد وتقع على ساحل البحر الأحمر. اكتشف علماء الآثار أيضًا مراسي وأواني تخزين بالقرب من الموقع.
يعود تاريخ مرسى من لوثال في الهند إلى 2400 قبل الميلاد  وكان يقع بعيدًا عن التيار الرئيسي لتجنب ترسب الطمي. لاحظ علماء المحيطات الحديثون أن السنديون القدماء يجب أن يكونوا قد امتلكوا معرفة كبيرة فيما يتعلق بالمد والجزر من أجل بناء مثل هذا الرصيف على مسار سابارماتي المتغير باستمرار، بالإضافة إلى المسح البحريالهندسة البحرية النموذجية. هذا هو أقدم مرسى معروف عُثِر عليه في العالم مجهزًا لرسو وخدمة السفن.
يُعتقد أن مهندسي لوثال درسوا حركات المد والجزر وتأثيرها على الهياكل المبنية من الطوب، حيث أن الجدران مصنوعة من الطوب المحروق. مكنتهم هذه المعرفة أيضًا من تحديد موقع لوثال في المقام الأول، حيث يتمتع خليج خامبات بأعلى سعة للمد والجزر ويمكن للسفن أن تتدفق من خلال المد والجزر في مصب النهر. قام المهندسون ببناء هيكل شبه منحرف، بمتوسط أذرع بين الشمال والجنوب 21.8 متر (71.5 قدم)، والأذرع شرق-غرب 37 متر (121 قدم).

## الإنجليزية البريطانية

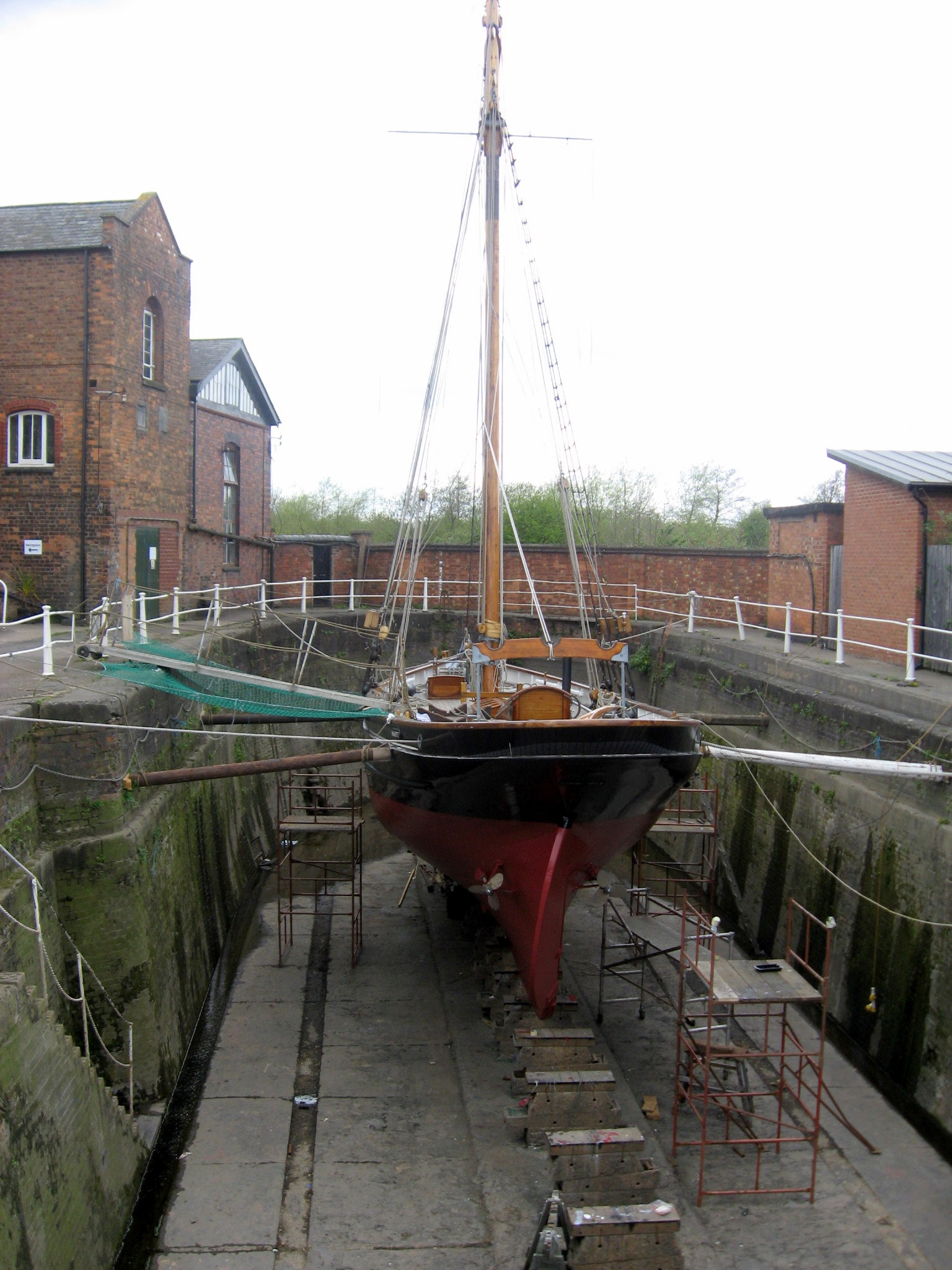
حوض جاف صغير في جلوستر بإنجلترا

في اللغة الإنجليزية البريطانية، المرسى يقصد به منطقة مغلقة من المياه (حوض مائي) تستخدم لتحميل وتفريغ وبناء أو إصلاح السفن. يمكن إنشاء هذا الرصيف عن طريق بناء جدران المرفأ في مساحة المياه الطبيعية الحالية، أو عن طريق التنقيب داخل ما يمكن أن يكون أرضًا جافة.
هناك أنواع محددة من هياكل الأرصفة حيث يتم التحكم في مستوى المياه:
- الحوض العائم هو البديل الذي يتم فيه حجز المياه إما عن طريق بوابات الحوض أو بواسطة هويس، مما يسمح للسفن بالبقاء عائمة عند انخفاض المد في الأماكن ذات نطاقات المد والجزر العالية. يتم الحفاظ على مستوى المياه في المرسى على الرغم من ارتفاع وانخفاض المد. هذا يجعل نقل البضائع أسهل. إنه يعمل مثل القفل الذي يتحكم في مستوى المياه ويسمح بمرور السفن. كان أول رصيف رطب مغلق في العالم به بوابات قفل للحفاظ على مستوى ثابت من المياه بغض النظر عن ظروف المد والجزر هو حوض Howland Great Dock على نهر التايمز، الذي بُني عام 1703. كان الرصيف مجرد ملاذ محاط بالأشجار، بدون مرافق تفريغ. كان أول رصيف تجاري مغلق في العالم، مع أرصفة ومخازن تفريغ، هو المرسى القديم في ليفربول، الذي تم بناؤه عام 1715 واستوعب ما يصل إلى 100 سفينة. قلل الرصيف من انتظار السفينة مما أدى إلى تحولات سريعة، مما أدى إلى تحسن كبير في إنتاجية البضائع.
- الحوض الجاف هو نوع آخر، مع بوابات المرسى، والتي يمكن إفراغها من الماء للسماح بفحص الأجزاء الموجودة تحت الماء من السفن وصيانتها.
- الحوض الجاف العائم (أحيانًا مجرد مرسىعائم ) عبارة عن هيكل مغمور يرفع السفن من الماء للسماح بالرسو الجاف حيث لا تتوفر مرافق أرضية.

لا يتم التحكم في مستوى المياه، قد تكون الرُصُف:
- عائمة، حيث يوجد دائمًا ما يكفي من الماء لتعويم السفينة.
- NAABSA (ليس دائمًا عائمًا ولكن بأمان أرضي) حيث تستقر السفن في القاع عند انخفاض المد. يجب تصميم السفن التي تستخدم مرافق NAABSA لهم.

يتكون المسفن (أو حوض بناء السفن) من مرسى واحد أو أكثر، وعادة ما يكون مع هياكل أخرى.

## الإنجليزية الأمريكية

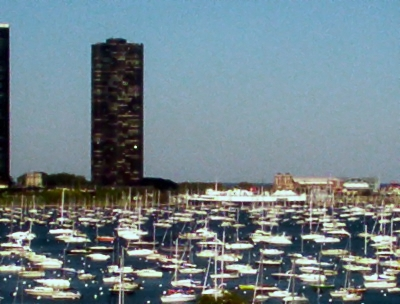
مرسى القوارب في بحيرة ميشيغين في شيكاغو

في اللغة الإنجليزية الأمريكية، يعتبر المرسى مرادفًا تقنيًا للرصيف البحري أو رصيف الميناء - أي هيكل من صنع الإنسان في الماء مخصص للناس للتواجد فيه. ومع ذلك، في الاستخدام الحديث، يُستخدم الرصيف عمومًا للإشارة إلى الهياكل المخصصة أصلاً للاستخدام الصناعي، مثل معالجة المأكولات البحرية أو الشحن، ومؤخرًا لسفن الرحلات البحرية، ويُستخدم الرصيف لكل شيء آخر تقريبًا، غالبًا مع مؤهل، مثل مرسى العبارات، رصيف السباحة، رصيف الخامات وغيرها. ومع ذلك، يستخدم الرصيف العائم أيضًا بشكل شائع للإشارة إلى الهياكل الخشبية أو المعدنية التي تمتد إلى المحيط من الشواطئ وتستخدم، في الغالب، لاستيعاب الصيد في المحيط دون استخدام قارب. في اللغة الإنجليزية الأمريكية، مصطلح منطقة المياه بين الأرصفة هو المنزلق.

### في أجزاء من كل من الولايات المتحدة وكندا
في ريف الكوخ في كندا والولايات المتحدة، المرسىى عبارة عن منصة خشبية مبنية فوق الماء، مع طرف واحد مؤمن على الشاطئ. تُستخدم المنصة للصعود إلى القوارب الصغيرة وتفريغها.

## أنظر أيضا
- الحوض الجاف: حوض ضيق يمكن غمره بالمياه وتصريفه للسماح للحمولة بالراحة على منصة جافة
- زلة العبارة : مرفق رسو متخصص يستقبل العبارة
- رصيف عائم (حجز)
- رصيف عائم (رصيف صغير) : ممر فوق الماء، يزينه طوافات
- مرفأ
- رصيف المراكب الصغيرة: مرحلة إنزال أو رصيف صغير يمكن للقوارب أن ترسو فيه أو ترسو فيه.
- مارينا: حوض للقوارب يوفر رصيفًا وخدمات أخرى للمراكب الصغيرة
- الخلد (العمارة)
- رصيف خام
- الرصيف : ممر مرتفع فوق الماء، مدعوم بدعامات أو أعمدة منتشرة على نطاق واسع
- عائم (قارب) : جهاز طفو، يستخدم لدعم الأرصفة أو الجسور العائمة
- الرصيف : منصة خرسانية أو حجرية أو معدنية ملقاة بجانب أو بارزة في الماء لتحميل وتفريغ السفن.
- منزلق: منحدر على الشاطئ يمكن من خلاله نقل السفن أو القوارب من وإلى الماء
- رصيف الميناء: منصة ثابتة، عادة على أعمدة، حيث يتم تحميل وتفريغ السفن

## فهرس
- راو، ريال (1985). لوثال، هارابان بورت تاون (1955-1962). نيودلهي: المسح الأثري للهند.60370124OCLC 60370124.

## روابط خارجية
- Encyclopædia Britannica، "حوض جاف"